# Schalk Willem Burger

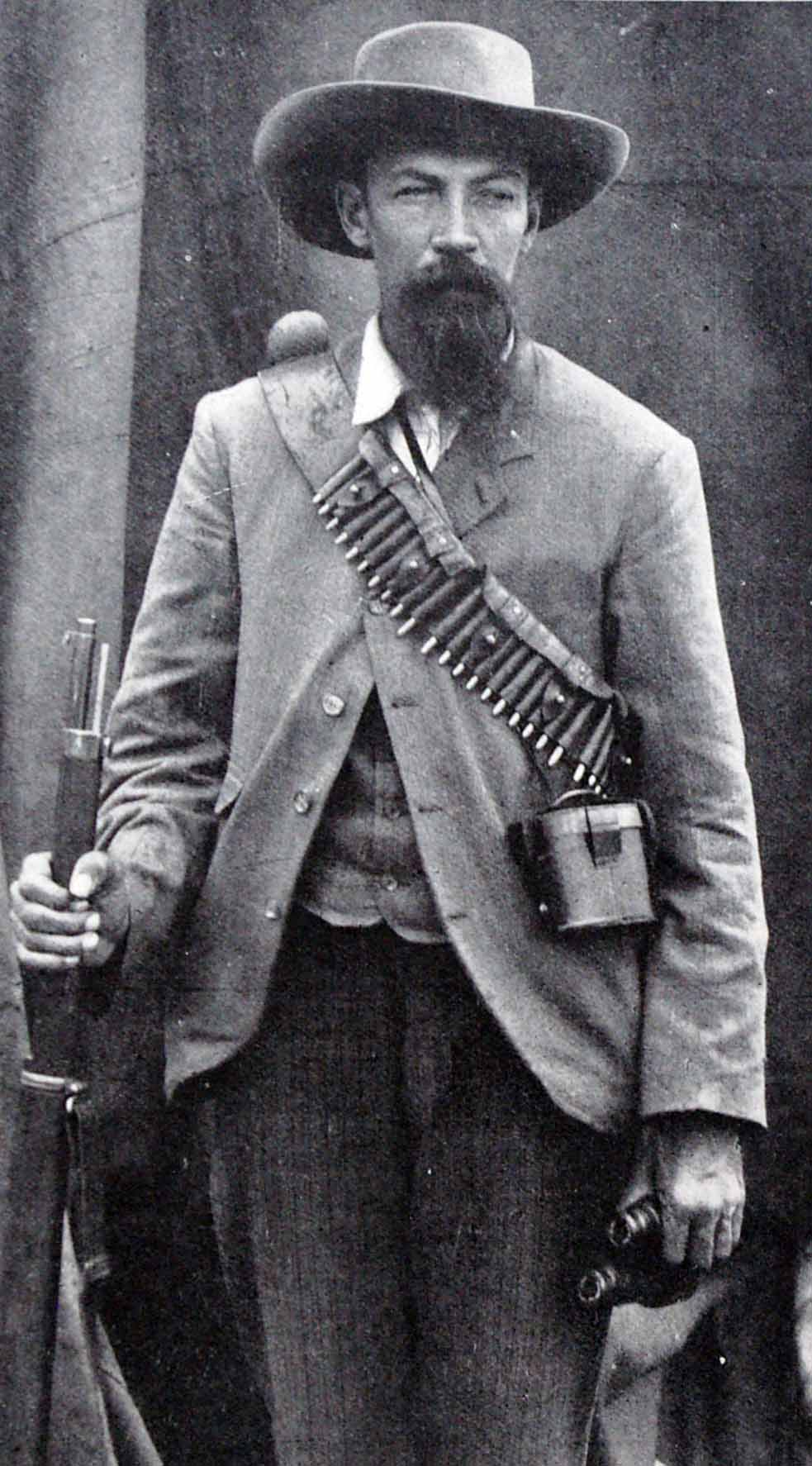
Schalk Willem Burger

Schalk Willem Burger (Lydenburg, 6 september 1852 - Goedgedacht, 5 december 1918) was een Afrikaner militair en waarnemend president van de Zuid-Afrikaansche Republiek na het vertrek van president Paul Kruger naar Europa in 1900.

## Loopbaan
Burger was een veteraan van de Eerste Boerenoorlog en politiek bondgenoot van Piet Joubert toen de Tweede Boerenoorlog uitbrak. Na enkele onsuccesvolle militaire campagnes als generaal en het vertrek van Kruger werd hij waarnemend president. Hij was een van de ondertekenaars van het Verdrag van Vereeniging en daarmee de laatste president van de Zuid-Afrikaansche Republiek.
Na de oorlog werd hij lid van de Suid-Afrikaanse Party onder Louis Botha, waarvoor hij van 1913 tot zijn dood in 1918 in de senaat zat.

## Trivia
In het Transvaalkwartier in Den Haag is een straat naar hem genoemd, de Schalk Burgerstraat, waarvan de richting pal noord-zuid door deze wijk loopt.
- Library of Congress Control Number: no2007078762
- SNAC: w65295qz
- Virtual International Authority File: 7172693
- WorldCat: E39PBJdcxrgx3RCXDKjBHDCJDq